# Omir Fernandez
Omir Guadalupe Fernandez Mosso, noto semplicemente come Omir Fernandez (New York, 8 febbraio 1999), è un calciatore statunitense, attaccante dei Colorado Rapids.

## Caratteristiche tecniche
È un'ala destra.

## Carriera
Cresciuto nel settore giovanile dei N.Y. Red Bulls, ha esordito in prima squadra il 21 febbraio 2019 subentrando ad Alex Muyl al 75' dell'incontro di CONCACAF Champions League vinto 2-0 contro l'Atlético Pantoja. Il 2 marzo seguente ha debuttato in Major League Soccer in occasione dell'incontro pareggiato 1-1 contro il Columbus Crew ed undici giorni più tardi ha trovato la prima rete in carriera aprendo le marcature nell'incontro di CONCACAF Champions League perso 4-2 contro il Santos Laguna.

## Statistiche
Statistiche aggiornate al 3 settembre 2020.

### Presenze e reti nei club
| Stagione        | Squadra         | Campionato      | Campionato | Campionato | Coppe nazionali | Coppe nazionali | Coppe nazionali | Coppe continentali | Coppe continentali | Coppe continentali | Altre coppe | Altre coppe | Altre coppe | Totale | Totale | Totale |
| Stagione        | Squadra         | Comp            | Pres       | Reti       | Comp            | Pres            | Reti            | Comp               | Pres               | Reti               | Comp        | Pres        | Reti        | Pres   | Reti   |        |
| --------------- | --------------- | --------------- | ---------- | ---------- | --------------- | --------------- | --------------- | ------------------ | ------------------ | ------------------ | ----------- | ----------- | ----------- | ------ | ------ | ------ |
| 2019            | N.Y. Red Bulls  | MLS             | 18         | 2          | USCup           | 1               | 0               | CCL                | 2                  | 1                  |             | -           | -           | 21     | 3      |        |
| 2020            | N.Y. Red Bulls  | MLS             | 7          | 1          |                 | -               | -               |                    | -                  | -                  |             | -           | -           | 7      | 1      |        |
| Totale carriera | Totale carriera | Totale carriera | 25         | 3          |                 | 1               | 0               |                    | 2                  | 1                  |             | -           | -           | 28     | 4      |        |